# Thomas Playford
Thomas Playford, dla odróżnienia od swego wnuka często określany jako Thomas Playford II (ur. 26 listopada 1837 w Londynie, zm. 19 kwietnia 1915 w Adelaide) – australijski polityk, dwukrotny premier Australii Południowej, w latach 1905–1907 federalny minister obrony Australii.
Urodził się w Anglii, jednak już jako siedmioletnie dziecko przeniósł się wraz z rodziną do Australii. Przed rozpoczęciem kariery politycznej pracował jako farmer. W 1868 został po raz pierwszy wybrany do parlamentu Australii Południowej. Dał się tam poznać jako wyrazisty mówca, odznaczający się niezwykłą bezpośredniością i dosadnością wypowiedzi, co jednych raziło, ale podobało się innym. Dwukrotnie tracił swoje miejsce w parlamencie, ale później znów je odzyskiwał. W 1887 został premierem kolonii, zaś największym osiągnięciem jego pierwszego rządu było wprowadzenie pierwszej w dziejach kolonii taryfy celnej. W 1889 jego rząd upadł po przegłosowaniu przez parlament wotum nieufności. Zaledwie rok później jego stronnictwo ponownie wygrało wybory, zaś on sam powrócił na stanowisko premiera. Tym razem mianował samego siebie na stanowisko ministra skarbu, a za główny cel postawił sobie ograniczenie długu Australii Południowej. Znaczną część swojej drugiej kadencji spędził w Indiach.
W 1892 przegrał wybory, a dwa lata później wyjechał do Londynu, gdzie objął obowiązki agenta generalnego (quasi-ambasadora) swojej kolonii. W 1898 powrócił do Adelajdy i wszedł w skład gabinetu Charlesa Kingstona, ale już po roku poróżnił się z premierem w sprawie reformy izby wyższej parlamentu i złożył dymisję. Równocześnie brał aktywny udział w pracach nad konstytucją planowanej federacji kolonii australijskich. To on zaproponował, aby oficjalna nazwa federacji brzmiała Commonwealth of Australia, co w dosłownym tłumaczeniu oznacza Wspólnotę Australijską, choć przyjęło się tłumaczyć na polski jako Związek Australijski.
Kiedy Związek stał się faktem, Playford został wybrany do Senatu federalnego, gdzie początkowo pełnił funkcję szefa frakcji rządzącej Partii Protekcjonistycznej. Gdy premierem został Alfred Deakin, awansował Playforda na wiceprzewodniczącego Federalnej Rady Wykonawczej. W 1904 protekcjoniści stracili na nieco ponad rok władzę. Gdy powrócili do niej w 1905, premier Deakin powierzył Playfordowi kierowanie resortem obrony.
W wyborach w roku 1906 Playford stracił swój mandat parlamentarny i w ślad za tym musiał opuścić rząd. Był pierwszym od powstania Związku ministrem federalnym zmuszonym do rezygnacji z tego powodu. W 1910 próbował powrócić do Senatu, jednak bez powodzenia. Zmarł w 1915. Jego wnuk i imiennik, Thomas Playford IV, był najdłużej urzędującym premierem Australii Południowej (1941–1965) i do dziś uważany jest za jedną z najważniejszych postaci w dziejach tego stanu.